# تشارلز دبليو. إريكسن
تشارلز دبليو. إريكسن (بالإنجليزية: Charles W. Eriksen)‏ هو عالم نفس أمريكي، ولد في 4 فبراير 1923 في أوماها في الولايات المتحدة، وتوفي في 16 فبراير 2018 في أوكلاند في الولايات المتحدة.